# Gonzalo Fierro
Gonzalo Antonio Fierro Caniullán, mais conhecido como Gonzalo Fierro, ou simplesmente Fierro (Santiago, 21 de março de 1983), é um ex-futebolista chileno que atuava como lateral-direito, volante e meia. 
É conhecido como "joven pistolero" pela torcida do Colo-Colo, onde é ídolo. Ele foi o primeiro jogador chileno a jogar no Flamengo e o primeiro jogador estrangeiro a ser convocado para uma Copa do Mundo enquanto jogador do Flamengo.

## Carreira

### Colo-Colo
Revelado pelo Colo-Colo, em 2002, Fierro jogou os seis anos seguintes de sua carreira por este clube, sendo que, durante esse período, conquistou cinco títulos do Campeonato Chileno. A sua estréia no futebol profissional aconteceu logo em um clássico contra o Cobreloa. O jogador fez parte da inesquecível geração de ouro do Colo-Colo, comandada pelo treinador Claudio Borghi. Naquele grupo, ele dividiu vestiários e celebrou conquistas e gols com Matías Fernández, Humberto Suazo, Alexis Sánchez, Arturo Vidal, Jorge Valdivia, entre outros craques.

### Flamengo
Em agosto de 2008, Fierro veio para o Brasil, onde foi contratado por  US$ 2,5 milhões ( cerca de R$ 4,5 milhões) pelo Flamengo. Sua estréia foi no jogo Flamengo 1x0 Ipatinga, onde ele entrou substituindo o meia Éverton, tendo uma participação discreta, o que marcaria sua passagem pelo clube da Gávea . Jogando pelo rubro-negro carioca, fez dois gols: um contra o São Paulo (Morumbi), pelo Campeonato Brasileiro de 2009 e outro contra o Duque de Caxias (Maracanã), pela Taça Guanabara, do Campeonato Carioca de 2010.
Em 2010 Fierro seria emprestado ao Boca Juniors, da Argentina, porém, um problema em sua retina fez com que o clube argentino o devolvesse ao Flamengo. Em 2011, com Luxemburgo na equipe, o jogador vinha sendo usado regularmente entrando no segundo tempo nas partidas e vinha apresentando um futebol regular, com algumas participações em gols.

### Volta ao Colo-Colo
No dia 29 de dezembro de 2011, o Flamengo rescindiu com Fierro e ele acertou sua volta ao Colo-Colo, clube em que foi revelado. De volta ao Colo Colo Fierro teve dois anos instáveis, não apresentando um futebol que o sagrou ídolo daquele clube.
Em 2014, no entanto, Fierro reencontro seu bom futebol e atuando como lateral direito, passou a fazer grandes partidas, e por sua identificação e status de ídolo do time, herdou a braçadeira de capitão de Luis Mena.  Neste ano, como capitão, Fierro pode erguer a taça de Campeão Chileno do Clausura, em um título marcante, já que foi o trigésimo campeonato Chileno do Colo Colo.
Além de ser o capitão do time campeão, Fierro foi consagrado com o Gala Del Fútbol SIFUP (o prêmio máximo para Jogadores da Liga Chilena) como melhor lateral direito do futebol chileno na temporada 2013/2014.

## Seleção Chilena
Fierro também teve passagens pelas seleções sub-20 e sub-23 de seu país, até chegar à Seleção Chilena Principal, em 2006. Gonzalo estreou na Seleção comandada por Nelson Acosta em um amistoso diante da Colômbia. Um ano mais tarde, participou da Copa América de 2007. Em 2008, no entanto, ficou de fora do selecionado e só conseguiu recuperar o seu espaço já no final das Eliminatórias para a Copa do Mundo. Em 2010 participou do elenco de La Roja na Copa do Mundo FIFA, porém não atuou 1 minuto sequer, ficando no banco de reservas durante toda a competição.

## Estatísticas
Até 21 de agosto de 2016.

### Clubes
| Clube             | Temporada         | Campeonato nacional | Campeonato nacional | Campeonato nacional | Copa nacional[a] | Copa nacional[a] | Copa nacional[a] | Competições continentais[b] | Competições continentais[b] | Competições continentais[b] | Outros torneios[c] | Outros torneios[c] | Outros torneios[c] | Total | Total | Total   |
| Clube             | Temporada         | Jogos               | Gols                | Assist.             | Jogos            | Gols             | Assist.          | Jogos                       | Gols                        | Assist.                     | Jogos              | Gols               | Assist.            | Jogos | Gols  | Assist. |
| ----------------- | ----------------- | ------------------- | ------------------- | ------------------- | ---------------- | ---------------- | ---------------- | --------------------------- | --------------------------- | --------------------------- | ------------------ | ------------------ | ------------------ | ----- | ----- | ------- |
| Colo-Colo         | 2002              | 30                  | 2                   | 0                   | —                | —                | —                | —                           | —                           | —                           | —                  | —                  | —                  | 30    | 2     | 0       |
| Colo-Colo         | 2003              | 31                  | 5                   | 0                   | —                | —                | —                | 4                           | 0                           | 0                           | —                  | —                  | —                  | 35    | 5     | 0       |
| Colo-Colo         | 2004              | 30                  | 6                   | 0                   | —                | —                | —                | 6                           | 0                           | 0                           | —                  | —                  | —                  | 36    | 6     | 0       |
| Colo-Colo         | 2005              | 26                  | 13                  | 0                   | —                | —                | —                | —                           | —                           | —                           | —                  | —                  | —                  | 26    | 13    | 0       |
| Colo-Colo         | 2006              | 32                  | 12                  | 0                   | —                | —                | —                | 10                          | 2                           | 0                           | —                  | —                  | —                  | 42    | 14    | 0       |
| Colo-Colo         | 2007              | 37                  | 17                  | 0                   | —                | —                | —                | 12                          | 4                           | 0                           | —                  | —                  | —                  | 49    | 21    | 0       |
| Colo-Colo         | 2008              | 27                  | 6                   | 0                   | —                | —                | —                | 6                           | 1                           | 1                           | —                  | —                  | —                  | 33    | 7     | 1       |
| Colo-Colo         | Total             | 213                 | 61                  | 0                   | 0                | 0                | 0                | 38                          | 7                           | 1                           | 0                  | 0                  | 0                  | 251   | 68    | 1       |
| Flamengo          | 2008              | 8                   | 0                   | 1                   | —                | —                | —                | —                           | —                           | —                           | —                  | —                  | —                  | 8     | 0     | 1       |
| Flamengo          | 2009              | 24                  | 1                   | 1                   | 2                | 0                | 1                | 1                           | 0                           | 0                           | 5                  | 0                  | 0                  | 32    | 1     | 2       |
| Flamengo          | 2010              | 4                   | 0                   | 0                   | —                | —                | —                | 6                           | 0                           | 0                           | 12                 | 1                  | 0                  | 21    | 1     | 0       |
| Flamengo          | 2011              | 11                  | 0                   | 1                   | 5                | 0                | 1                | 2                           | 0                           | 0                           | 14                 | 0                  | 2                  | 32    | 0     | 4       |
| Flamengo          | Total             | 47                  | 1                   | 3                   | 7                | 0                | 2                | 9                           | 0                           | 0                           | 31                 | 1                  | 2                  | 93    | 2     | 7       |
| Colo-Colo         | 2012              | 26                  | 7                   | 2                   | 3                | 1                | 0                | —                           | —                           | —                           | —                  | —                  | —                  | 29    | 8     | 2       |
| Colo-Colo         | 2013              | 14                  | 4                   | 3                   | —                | —                | —                | —                           | —                           | —                           | —                  | —                  | —                  | 14    | 4     | 3       |
| Colo-Colo         | 2013–14           | 27                  | 7                   | 0                   | 6                | 4                | 0                | 4                           | 0                           | 3                           | —                  | —                  | —                  | 37    | 11    | 3       |
| Colo-Colo         | 2014–15           | 30                  | 3                   | 4                   | 5                | 1                | 0                | 6                           | 0                           | 1                           | —                  | —                  | —                  | 41    | 4     | 5       |
| Colo-Colo         | 2015–16           | 26                  | 6                   | 2                   | 12               | 3                | 0                | 6                           | 0                           | 0                           | —                  | —                  | —                  | 44    | 9     | 2       |
| Colo-Colo         | 2016–17           | 4                   | 0                   | 0                   | 2                | 0                | 0                | 0                           | 0                           | 0                           | —                  | —                  | —                  | 6     | 0     | 0       |
| Colo-Colo         | Total             | 127                 | 27                  | 11                  | 28               | 9                | 0                | 16                          | 0                           | 4                           | 0                  | 0                  | 0                  | 171   | 36    | 15      |
| Colo-Colo B       | 2012              | 1                   | 0                   | 0                   | —                | —                | —                | —                           | —                           | —                           | —                  | —                  | —                  | 1     | 0     | 0       |
| Colo-Colo B       | Total             | 1                   | 0                   | 0                   | 0                | 0                | 0                | 0                           | 0                           | 0                           | 0                  | 0                  | 0                  | 1     | 0     | 0       |
| Total na carreira | Total na carreira | 388                 | 89                  | 14                  | 35               | 9                | 2                | 63                          | 7                           | 5                           | 31                 | 1                  | 2                  | 516   | 106   | 23      |

- a. ^ Jogos da Copa do Brasil e Copa Chile
- b. ^ Jogos da Copa Libertadores da América e Copa Sul-Americana
- c. ^ Jogos do Campeonato Carioca e Amistoso

| Gols pelo Flamengo | Gols pelo Flamengo | Gols pelo Flamengo                     | Gols pelo Flamengo | Gols pelo Flamengo | Gols pelo Flamengo | Gols pelo Flamengo | Gols pelo Flamengo | Gols pelo Flamengo                  | Gols pelo Flamengo |
| #                  | Data               | Local                                  | Placar (do Gol)    | Resultado Final    | Min.               | Adversário         | Gols               | Competição                          | Modo               |
| ------------------ | ------------------ | -------------------------------------- | ------------------ | ------------------ | ------------------ | ------------------ | ------------------ | ----------------------------------- | ------------------ |
| 1.                 | 12/07/2009         | Estádio do Morumbi, São Paulo-SP       | 1-0                | 2-2                | 3min               | São Paulo          | 1                  | Campeonato Brasileiro               | Chute              |
| 2.                 | 17/01/2010         | Estádio do Maracanã, Rio de Janeiro-RJ | 2-1                | 3-2                | 52min              | Duque de Caxias    | 1                  | Campeonato Carioca - Taça Guanabara | Chute              |

### Seleção Chilena
Abaixo estão listados todos jogos e gols do futebolista pela Seleção Chilena. Abaixo da tabela, clique em expandir para ver a lista detalhada dos jogos de acordo com a categoria selecionada.
Seleção principal
| Ano   |       |      |         |       |
| Ano   | Jogos | Gols | Assist. | Média |
| ----- | ----- | ---- | ------- | ----- |
| 2006  | 1     | 0    | 0       | 0     |
| 2007  | 8     | 0    | 0       | 0     |
| 2008  | 4     | 1    | 0       | 0,25  |
| 2009  | 2     | 0    | 0       | 0     |
| 2010  | 4     | 1    | 0       | 0,25  |
| 2011  | 3     | 0    | 0       | 0     |
| 2014  | 1     | 0    | 1       | 0     |
| 2015  | 1     | 0    | 0       | 0     |
| Total | 24    | 2    | 1       | 0,08  |

## Títulos
Colo-Colo
- Campeonato Chileno (Apertura): 2006, 2007
- Campeonato Chileno (Clausura): 2002, 2006, 2007, 2014

Flamengo
- Taça Rio: 2009 e 2011
- Campeonato Carioca: 2009, 2011
- Troféu João Saldanha: 2009
- Campeonato Brasileiro: 2009
- Taça Guanabara: 2011